# Euphorbia prostrata
Classification phylogénétique
Espèce
Statut CITES
L'Euphorbe prostrée (Euphorbia prostrata), est une espèce de plante herbacée de la famille des Euphorbiacées native d'Amérique du Sud, mais largement naturalisée à travers le globe où on la trouve habituellement le long des chemins et dans les endroits perturbés.

## Description
Elle forme des tiges rampantes et rayonnantes, et partant d'une racine pivotante. Les fleurs sont petites (2 mm de longueur), de couleur verte, hormis les glandes rosâtres.
D'autres euphorbes du même groupe peuvent être différenciées par l'étude de la pilosité :
- Capsules entièrement glabres de même que les tiges.

Graines lisses ; feuilles de moins de 2 fois plus longues que larges.. 2- E. humifusa
Graines ridées ; feuilles de plus de 2 fois plus longues que larges.. 4- E. glyptosperma
- Capsules plus ou moins velues de même que les tiges.

Capsules couvertes de poils appliqués sur toute leur surface.. 5- E. maculata
Capsules à poils localisés sur les angles. 3- E. prostrata

## Synonymes
- Anisophyllum prostratum (Aiton) Haw.
- Chamaesyce prostrata (Aiton) Smal